# Pożarki (obwód niżnonowogrodzki)
Pożarki (ros. Пожарки) – wieś (sieło) w Rosji, w obwodzie niżnonowogrodzkim, w rejonie siergaczskim. W 2010 liczyła 905 mieszkańców.